# Тербуны
Тербуны́ — село в Липецкой области России, административный центр Тербунского района и Тербунского сельского поселения.

## География
Стоит на ручье Холопчик. Железнодорожная станция Тербуны на линии Елец — Касторная-Новая.

## История

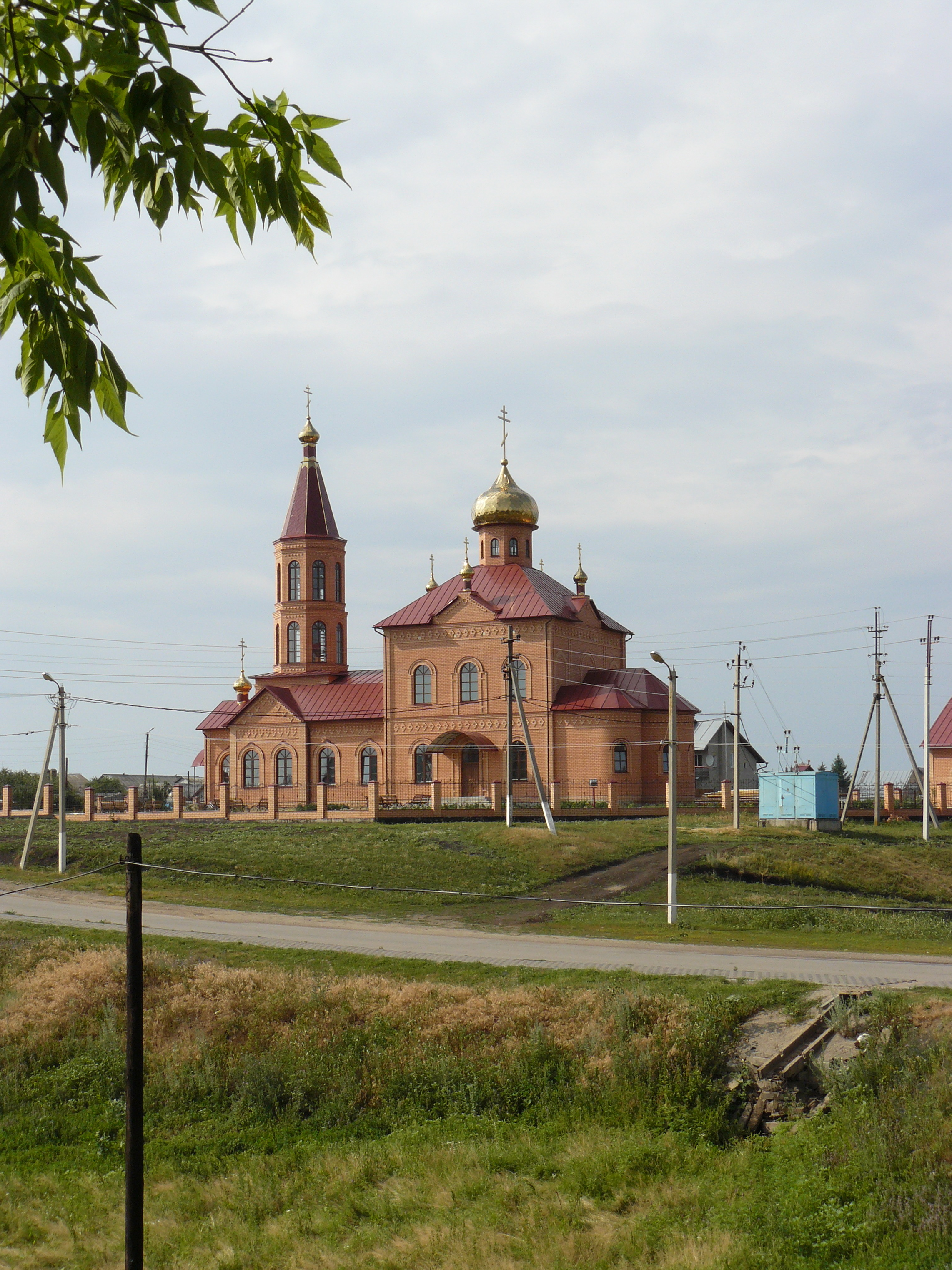
Троицкий храм с. Тербуны

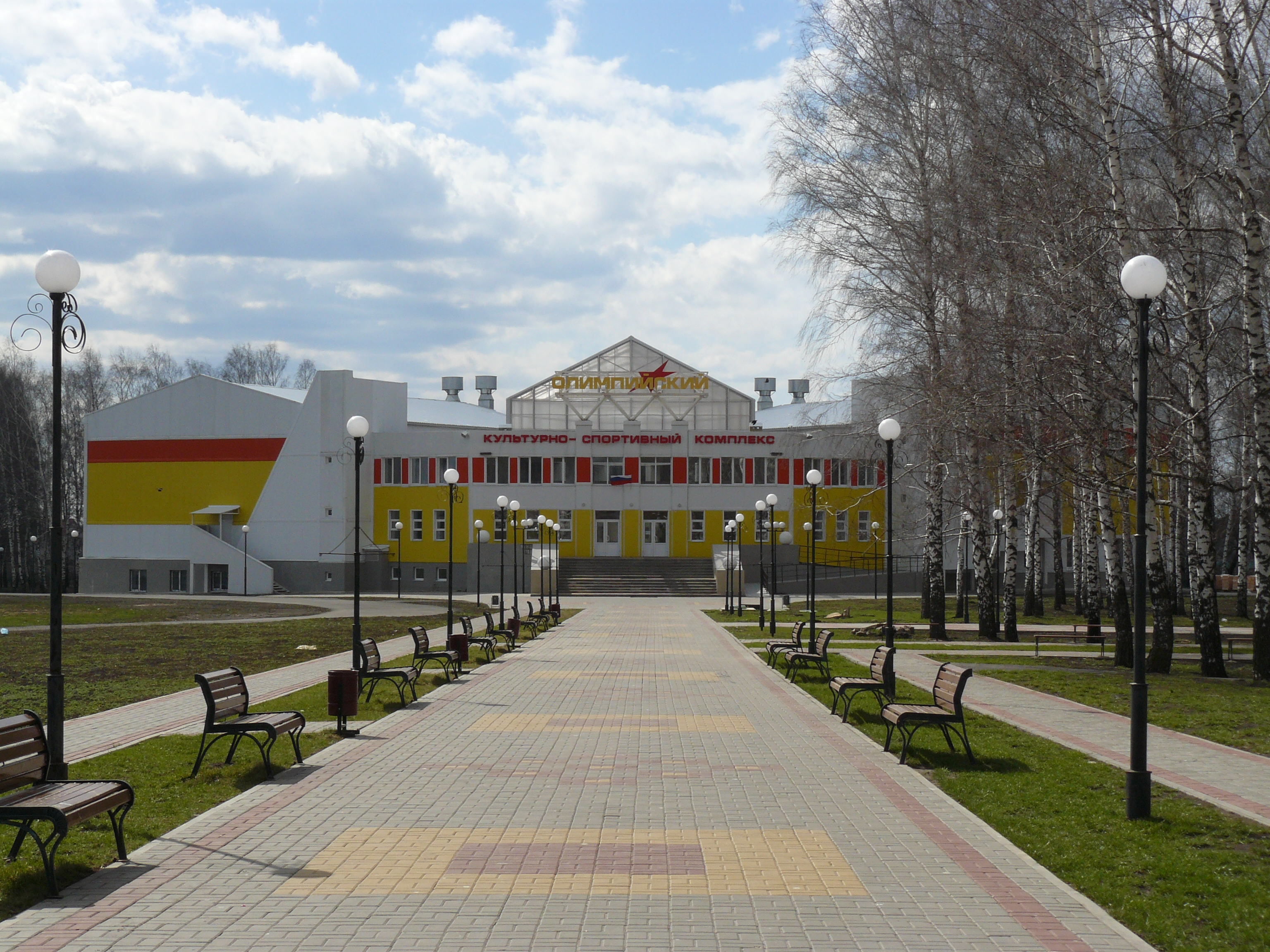
КСК «Олимпийский»

Основаны в 1897 году и названы по близлежащему селу Тербуны, которое было переименовано и сегодня носит имя Вторые Тербуны.
По версии краеведа А. А. Голубева, слово Тербуны произошло от древнерусского глагола теребити — теребить, отбивать волокно от стебля. На смоленщине теребунами называли теребильщиков льна, а поскольку село Тербуны (ныне Вторые Тербуны) основали служилые люди из-под Смоленска, то и в название села они вложили один из основных видов своего крестьянского ремесла — возделывание льна, его первоначальную обработку после уборки. Версия А. А. Голубева была взята за основу при разработке официальной символики Тербунского района в 2004 году.
Административно входило в состав Елецкого уезда Орловской губернии.

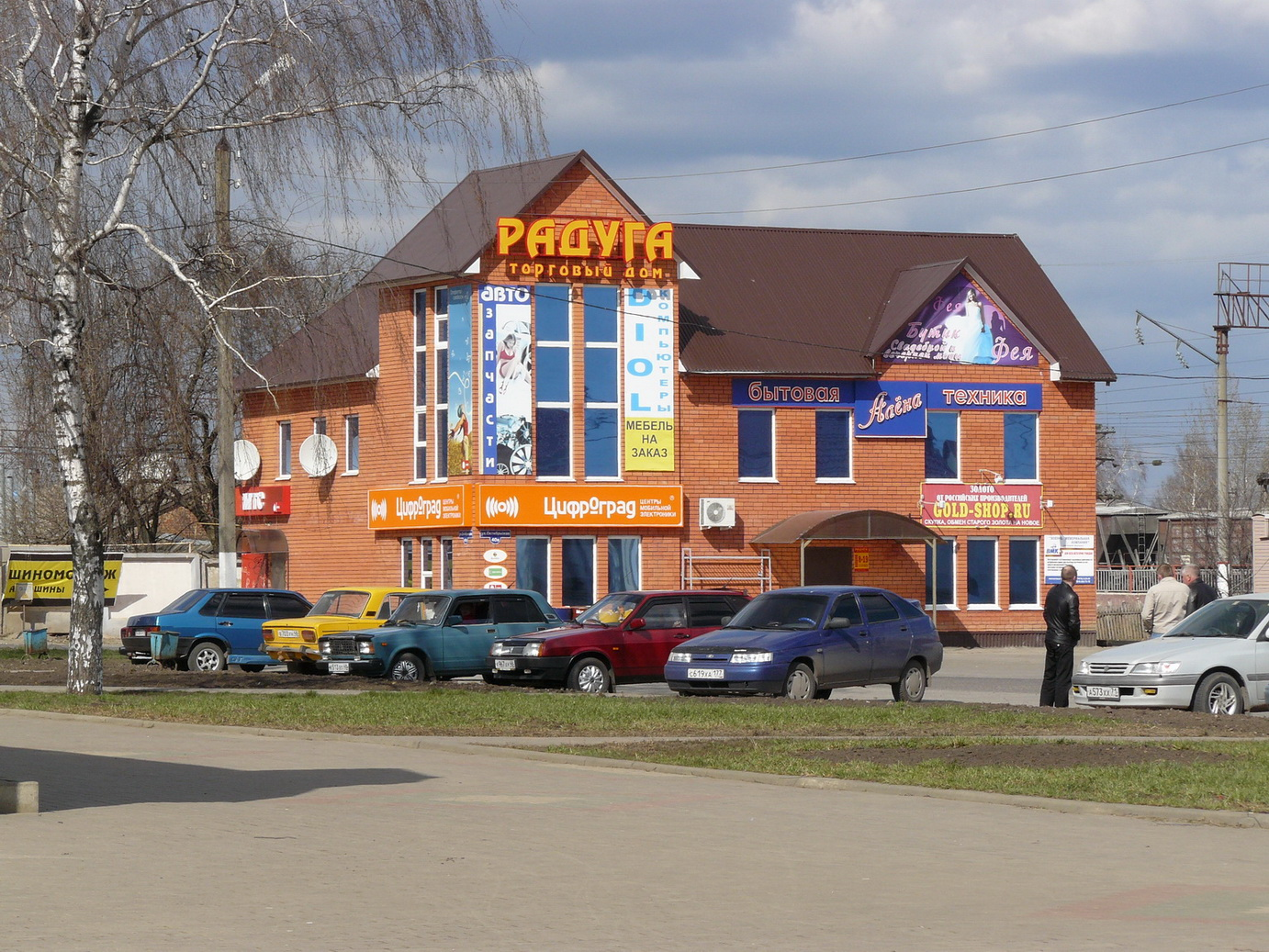
ТД «Радуга»

В 1925 году в Тербунах открыта средняя школа. По переписи 1926 года в посёлке насчитывалось 145 дворов и 613 жителей. В 1928 году он стал центром Тербунского района. В Тербунах вступили в строй элеватор и машинно-тракторная станция.
В 1970 году заработал Тербунский сыродельный завод. В 1977 году была благоустроена центральная площадь и мемориал (арх. А. А. Сенченко). С 1986 года функционирует профессиональное училище № 4.
В 1988 году в состав села включена деревня Краснозоринская.
В 2003 году начал работу солодовенный завод МПБК «Очаково». В 2006 году состоялось открытие кирпичного завод «Тербунский гончар», позже началось строительство предприятия «Рафарма».
В 1927—2005 годах имел статус рабочего посёлка.

## Население
| 1926  | 1939  | 1959  | 1970  | 1979  | 1989  | 2002  | 2004  | 2009  |
| ----- | ----- | ----- | ----- | ----- | ----- | ----- | ----- | ----- |
| 613   | ↗1455 | ↗2272 | ↗3754 | ↗5138 | ↗6702 | ↗6998 | ↘6968 | ↗7258 |
| 2010  | 2021  |       |       |       |       |       |       |       |
| ↗7312 | ↗7760 |       |       |       |       |       |       |       |

Население села увеличивается за счёт иммиграции из стран СНГ и населённых пунктов района.

## Экономика
30 ноября 2006 года в Тербунах была создана особая экономическая зона регионального уровня промышленно-производственного типа «Тербуны».
Основные промышленные предприятия села:
- Действующие
  - Солодовенный завод МПБК «Очаково»
  - Завод премиксов «МегаМикс»
  - Кирпичный завод «Тербунский гончар»
  - «Рафарма» — производство лекарственных препаратов[17]
  - Хлебокомбинат — филиал «Липецкхлебмакаронпрома»
  - Тербунский элеватор
  - ООО «Купол» — производство круп
  - ЛОГУП «Тербунский лесхоз»
  - Маслозавод
- Строящиеся
  - Тербунский сахарный комбинат «Корни»

## Образование
В селе действуют:
- 3 детских сада
- Средняя общеобразовательная школа с углублённым изучением отдельных предметов
- Профессиональное училище № 4

## Культура
В Тербунах функционируют центр внешкольной работы с детьми и подростками, школа искусств, библиотека. В 2008 году завершено строительство культурно-спортивного комплекса «Олимпийский», где разместились плавательный бассейн на 8 дорожек, спортивный зал, кинотеатр, библиотека и интернет-кафе.
1 августа 2009 года в Тербунах прошёл рок-фестиваль Terbuny Rock Fest.
20 февраля 2010 года состоялся фестиваль «Зимнее Солнце».
19 апреля 2010 года освящён Троицкий храм, 24 мая — часовня Святителя Николая.

## Здравоохранение
В селе располагается центральная районная больница и несколько стоматологических кабинетов.

## Известные уроженцы
Тербуны — родина бывшего губернатора Липецкой области О. П. Королёва.

## Примечание
1. 1 2  Итоги Всероссийской переписи населения 2020 года (по состоянию на 1 октября 2021 года)
2. ↑  Тербунцы выбирали губернатора и депутатов // Маяк (газета Тербунского района). — 12 сентября 2024
3. ↑  Юные тербунцы продемонстрировали творческий подход к профилактике дорожной безопасности // Маяк (газета Тербунского района). — 25 апреля 2024
4. ↑  Голубев А. А. Край родной. — Липецк, 1999
5. ↑  Сайт Тербунской школы. Дата обращения: 7 октября 2010. Архивировано из оригинала 29 апреля 2011 года.
6. ↑  Сайт ПУ № 4
7. ↑  Всесоюзная перепись населения 1939 года. Численность сельского населения СССР по районам, крупным селам и сельским населённым пунктам - райо
8. ↑  Всесоюзная перепись населения 1959 года. Численность сельского населения РСФСР - жителей сельских населённых пунктов - районных центров по полу
9. ↑  Всесоюзная перепись населения 1970 года. Численность сельского населения РСФСР - жителей сельских населенных пунктов - районных центров по п
10. ↑  Всесоюзная перепись населения 1979 года Численность городского населения РСФСР, ее территориальных единиц, городских поселений и городских — Демоскоп Weekly.
11. ↑  Всесоюзная перепись населения 1989 г. Численность городского населения РСФСР, ее территориальных единиц, городских поселений и городских ра
12. ↑  Всероссийская перепись населения 2002 года. Численность населения субъектов Российской Федерации, районов, городских поселений, сельских н
13. ↑  Всероссийская перепись населения 2010 года. Численность и размещение населения Липецкой области
14. ↑  А не поехать ли нам в Тербуны? Переселенцы в российской «глубинке». Russkie.org — Россия и соотечественники (17 сентября 2009). Дата обращения: 13 февраля 2011. Архивировано 26 июня 2010 года.
15. ↑  Особая экономическая зона регионального уровня «Тербуны» на сайте областной администрации. Дата обращения: 12 февраля 2011. Архивировано 12 ноября 2010 года.
16. ↑  Интервью главы Тербунского района Сергея Иванова. Липецкая газета (19 апреля 2010). Дата обращения: 13 февраля 2011.
17. ↑  В Липецкой области открыта первая очередь завода по производству антибиотиков. www.rg.ru. Дата обращения: 15 июня 2011. Архивировано 15 июня 2011 года. // Российская газета
18. ↑  В Тербунах освятили храм. Липецкое время (19 апреля 2010). Дата обращения: 13 февраля 2011. Архивировано 16 марта 2013 года.
19. ↑  Русские Церкви. Дата обращения: 10 февраля 2015. Архивировано 10 февраля 2015 года.
20. ↑  Часовня в честь Святителя Николая освящена в Тербунах. Дата обращения: 10 октября 2010. Архивировано 10 февраля 2015 года.